# Associazione Calcio Monza 1979-1980
Questa voce raccoglie le informazioni riguardanti l'Associazione Calcio Monza nelle competizioni ufficiali della stagione 1979-1980.

## Stagione
La squadra monzese viene ancora affidata ad Alfredo Magni, per la quinta consecutiva stagione, raggiungendo così il record che apparteneva ad Annibale Frossi a cavallo degli anni Cinquanta. Dopo aver rinnovato il settore di attacco in sede di calciomercato, dove si sono ceduti i capocannonieri Massimo Silva e Domenico Penzo, sostituiti dai giovani Paolo Monelli e Daniele Massaro, il Monza ha iniziato la stagione uscendo al primo turno dalla Coppa Italia nel sesto girone di qualificazione, dove è stata sorteggiata in un girone che annoverava, e che è stato vinto dal Milan.
In campionato la squadra brianzola si è subito riproposta nell'ampio lotto delle candidate alla promozione. Usciti dal guscio alla venticinquesima giornata, nell'ultima parte del torneo i brianzoli hanno perso gradualmente terreno, fino a lasciarsi sorpassare dal Brescia: un estremo tentativo di aggancio fu definitivamente vanificato dalla sconfitta nello scontro diretto (2-0) con le rondinelle del 25 maggio, che cacciò indietro la squadra sino al sesto posto finale.

## Divise
Vengono confermate le divise della stagione precedente, prodotte dalla Admiral.
| Manica sinistra · Maglietta · Maglietta · Manica destra · Pantaloncini · Calzettoni | Manica sinistra · Maglietta · Maglietta · Manica destra · Pantaloncini · Calzettoni |  |

## Rosa
| N. |                   | Ruolo | Calciatore           |
| -- | ----------------- | ----- | -------------------- |
|    | Italia (bandiera) | P     | Roberto Marconcini   |
|    | Italia (bandiera) | P     | Marziano Colombo     |
|    | Italia (bandiera) | D     | Giuliano Vincenzi    |
|    | Italia (bandiera) | D     | Gianfranco Motta     |
|    | Italia (bandiera) | D     | Francesco Stanzione  |
|    | Italia (bandiera) | D     | Giuseppe Pallavicini |
|    | Italia (bandiera) | D     | Renato Acanfora      |
|    | Italia (bandiera) | D     | Giuseppe Corti       |
|    | Italia (bandiera) | D     | Lino Giusto          |
|    | Italia (bandiera) | C     | Nevio Scala          |

| N. |                   | Ruolo | Calciatore             |
| -- | ----------------- | ----- | ---------------------- |
|    | Italia (bandiera) | C     | Ezio Blangero          |
|    | Italia (bandiera) | C     | Duino Gorin            |
|    | Italia (bandiera) | C     | Angelo Colombo         |
|    | Italia (bandiera) | C     | Milko Lainati          |
|    | Italia (bandiera) | A     | Paolo Monelli          |
|    | Italia (bandiera) | A     | Ugo Tosetto            |
|    | Italia (bandiera) | A     | Giovanni Carlo Ferrari |
|    | Italia (bandiera) | A     | Daniele Massaro        |
|    | Italia (bandiera) | A     | Alessandro Tatti       |
|    | Italia (bandiera) | A     | Francesco Vincenzi     |

## Risultati

### Serie B

#### Girone di andata
| Arbitro: | Benedetti (Roma) |

|                   |           |  |
| Vincenzi 20’, 90’ | Marcatori |  |

| Arbitro: | Panzino (Catanzaro) |

|            |           |                 |
| Sartori 8’ | Marcatori | 87’ Pallavicini |

| Arbitro: | Altobelli (Roma) |

|             |           |  |
| Massaro 69’ | Marcatori |  |

| Arbitro: | Milan (Treviso) |

|           |           |                                 |
| Piras 29’ | Marcatori | 60’ (aut.) Cannito 77’ Vincenzi |

| Arbitro: | Materassi (Firenze) |

|                         |           |  |
| Ferrari 22’, 72’ (rig.) | Marcatori |  |

| Arbitro: | Agnolin (Bassano del Grappa) |

|           |           |             |
| Sorbi 49’ | Marcatori | 86’ Ferrari |

| Arbitro: | Ballerini (La Spezia) |

|                          |           |  |
| Belluzzi 37’ Bacchin 66’ | Marcatori |  |

| Monza 4 novembre 1979 8ª giornata | Monza             | 0 – 0 | Taranto | Stadio Gino Alfonso Sada\| Arbitro: \| Patrussi (Arezzo) \| |
| Arbitro:                          | Patrussi (Arezzo) |       |         |                                                             |

| Arbitro: | Pieri (Genova) |

|                                              |           |  |
| Stanzione 5’ (aut.) Di Prete 15’ Barbana 64’ | Marcatori |  |

| Arbitro: | Milan (Treviso) |

|  |           |                    |
|  | Marcatori | 28’ (rig.) Manfrin |

| Arbitro: | Lattanzi (Roma) |

|              |           |            |
| Fontolan 70’ | Marcatori | 9’ Ferrari |

| Pistoia 2 dicembre 1979 12ª giornata | Pistoiese        | 0 – 0 | Monza | Stadio Comunale\| Arbitro: \| Benedetti (Roma) \| |
| Arbitro:                             | Benedetti (Roma) |       |       |                                                   |

| Arbitro: | Lanese (Messina) |

|  |           |             |
|  | Marcatori | 9’ Bertuzzo |

| Arbitro: | Patrussi (Arezzo) |

|  |           |                                  |
|  | Marcatori | 11’ (rig.) Vincenzi 68’ Blangero |

| Arbitro: | Cherri (Macerata) |

|  |           |               |
|  | Marcatori | 87’ D'Ottavio |

| Cesena 6 gennaio 1980 16ª giornata | Cesena         | 0 – 0 | Monza | Stadio La Fiorita\| Arbitro: \| Tani (Livorno) \| |
| Arbitro:                           | Tani (Livorno) |       |       |                                                   |

| Arbitro: | Lo Bello (Siracusa) |

|             |           |  |
| Monelli 28’ | Marcatori |  |

| Arbitro: | Falzier (Treviso) |

|  |           |              |
|  | Marcatori | 17’ Acanfora |

| Arbitro: | Lattanzi (Roma) |

|                                        |           |                               |
| Stanzione 33’ Blangero 42’ Ferrari 55’ | Marcatori | 35’ Sanguin 78’ (rig.) Zanone |

#### Girone di ritorno
| Arbitro: | Terpin (Trieste) |

|           |           |  |
| Bacci 68’ | Marcatori |  |

| Arbitro: | Patrussi (Arezzo) |

|                 |           |           |
| Pallavicini 69’ | Marcatori | 62’ Romei |

| Arbitro: | D'Elia (Salerno) |

|  |           |                         |
|  | Marcatori | 29’ Massaro 58’ Monelli |

| Monza 24 febbraio 1980 23ª giornata | Monza               | 0 – 0 | Lecce | Stadio Gino Alfonso Sada\| Arbitro: \| Panzino (Catanzaro) \| |
| Arbitro:                            | Panzino (Catanzaro) |       |       |                                                               |

| Arbitro: | Vitali (Bologna) |

|            |           |                                 |
| Florio 33’ | Marcatori | 28’ (aut.) Imborgia 85’ Massaro |

| Arbitro: | Altobelli (Roma) |

|              |           |  |
| Blangero 14’ | Marcatori |  |

| Monza 16 marzo 1980 26ª giornata | Monza                        | 0 – 0 | Bari | Stadio Gino Alfonso Sada\| Arbitro: \| Agnolin (Bassano del Grappa) \| |
| Arbitro:                         | Agnolin (Bassano del Grappa) |       |      |                                                                        |

| Arbitro: | Tani (Livorno) |

|                 |           |  |
| Quadri 32’, 89’ | Marcatori |  |

| Arbitro: | Prati (Parma) |

|                        |           |              |
| Tatti 48’ Acanfora 82’ | Marcatori | 67’ Graziani |

| Arbitro: | Mattei (Macerata) |

|                           |           |  |
| Odorizzi 42’ Musiello 74’ | Marcatori |  |

| Arbitro: | Agnolin (Bassano del Grappa) |

|                               |           |                                                 |
| Vincenzi 28’ Massaro 54’, 59’ | Marcatori | 21’ Cavagnetto 72’ Pozzato 90’ (rig.) Nicoletti |

| Arbitro: | Lattanzi (Roma) |

|          |           |           |
| Corti 7’ | Marcatori | 88’ Luppi |

| Arbitro: | D'Elia (Salerno) |

|                              |           |             |
| Scala 19’, 28’ Garritano 62’ | Marcatori | 26’ Monelli |

| Arbitro: | Falzier (Treviso) |

|                          |           |            |
| Vincenzi 24’ Monelli 61’ | Marcatori | 36’ Iozzia |

| Arbitro: | Lo Bello (Siracusa) |

|               |           |                                 |
| D'Ottavio 81’ | Marcatori | 59’ Vincenzi 88’ (aut.) Franzot |

| Arbitro: | Longhi (Roma) |

|  |           |                |
|  | Marcatori | 80’ Speggiorin |

| Arbitro: | Pieri (Genova) |

|                                 |           |  |
| De Biasi 68’ Iachini 75’ (rig.) | Marcatori |  |

| Arbitro: | Paparesta (Bari) |

|                                    |           |                       |
| Gorin 63’ Monelli 73’ Vincenzi 79’ | Marcatori | 46’ Caneo 65’ Borzoni |

| Arbitro: | Lanese (Messina) |

|                        |           |                                   |
| Marangon 17’ Manzo 67’ | Marcatori | 52’ Tosetto 59’ (aut.) Redeghieri |

### Coppa Italia

#### Fase a gironi
| Arbitro: | Lops (Torino) |

|                        |           |  |
| Chiodi 67’, 84’ (rig.) | Marcatori |  |

| 26 agosto 1979 2ª giornata |  | – Riposo |  |  |

| Arbitro: | Paparesta (Bari) |

|                      |           |                   |
| Pellegrini 1’ (aut.) | Marcatori | 68’ (rig.) Nobili |

| Arbitro: | Terpin (Trieste) |

|                 |           |             |
| Giovannelli 45’ | Marcatori | 37’ Tosetto |

| Arbitro: | Facchin (Udine) |

|                                  |           |  |
| Pallavicini 62’, 75’ Tosetto 90’ | Marcatori |  |

## Statistiche
Statistiche aggiornate all'8 giugno 1980.

### Statistiche di squadra
| Competizione | Punti | In casa | In casa | In casa | In casa | In casa | In casa | In trasferta | In trasferta | In trasferta | In trasferta | In trasferta | In trasferta | Totale | Totale | Totale | Totale | Totale | Totale | DR |
| Competizione | Punti | G       | V       | N       | P       | Gf      | Gs      | G            | V            | N            | P            | Gf           | Gs           | G      | V      | N      | P      | Gf     | Gs     | DR |
| ------------ | ----- | ------- | ------- | ------- | ------- | ------- | ------- | ------------ | ------------ | ------------ | ------------ | ------------ | ------------ | ------ | ------ | ------ | ------ | ------ | ------ | -- |
| Serie B      | 42    | 19      | 9       | 6       | 4       | 22      | 15      | 19           | 6            | 6            | 7            | 18           | 23           | 38     | 15     | 12     | 11     | 40     | 38     | +2 |
| Coppa Italia | -     | 2       | 1       | 1       | 0       | 4       | 1       | 2            | 0            | 1            | 1            | 1            | 3            | 4      | 1      | 2      | 1      | 5      | 4      | +1 |
| Totale       | -     | 21      | 10      | 7       | 4       | 26      | 16      | 21           | 6            | 7            | 8            | 19           | 26           | 42     | 16     | 14     | 12     | 45     | 42     | +3 |

### Statistiche dei giocatori
| Giocatore      | Serie B  | Serie B | Coppa Italia | Coppa Italia | Totale   | Totale |
| Giocatore      | Presenze | Reti    | Presenze     | Reti         | Presenze | Reti   |
| -------------- | -------- | ------- | ------------ | ------------ | -------- | ------ |
| R. Acanfora    | 33       | 2       | ?            | ?            | 33+      | 2+     |
| E. Blangero    | 17       | 3       | ?            | ?            | 17+      | 3+     |
| A. Colombo     | 1        | 0       | ?            | ?            | 1+       | 0+     |
| M. Colombo     | 1        | -2      | ?            | ?            | 1+       | -2+    |
| G. Corti       | 30       | 1       | ?            | ?            | 30+      | 1+     |
| G. Ferrari     | 24       | 5       | ?            | ?            | 24+      | 5+     |
| L. Giusto      | 11       | 0       | ?            | ?            | 11+      | 0+     |
| D. Gorin       | 22       | 1       | ?            | ?            | 22+      | 1+     |
| M. Lainati     | 14       | 0       | ?            | ?            | 14+      | 0+     |
| R. Marconcini  | 37       | -36     | ?            | ?            | 37+      | -36+   |
| D. Massaro     | 24       | 5       | ?            | ?            | 24+      | 5+     |
| P. Monelli     | 25       | 5       | ?            | ?            | 25+      | 5+     |
| G. Motta       | 33       | 0       | ?            | ?            | 33+      | 0+     |
| G. Pallavicini | 36       | 2       | ?            | ?            | 36+      | 2+     |
| M. Ronco       | 32       | 0       | ?            | ?            | 32+      | 0+     |
| N. Scala       | 15       | 0       | ?            | ?            | 15+      | 0+     |
| F. Stanzione   | 33       | 1       | ?            | ?            | 33+      | 1+     |
| A. Tatti       | 3        | 1       | ?            | ?            | 3+       | 1+     |
| U. Tosetto     | 18       | 1       | ?            | ?            | 18+      | 1+     |
| F. Vincenzi    | 24       | 9       | ?            | ?            | 24+      | 9+     |
| G. Vincenzi    | 22       | 0       | ?            | ?            | 22+      | 0+     |